# Something Must Break
Something Must Break er en svensk dramafilm fra 2014, film er biografisk film er instrueret af Ester Martin Bergsmark. Filmen bygger på Eli Levéns roman Du är rötterna som sover vid mina fötter och håller jorden på plats fra 2010 og i rollerne ses bland andet Saga Becker, Iggy Malmborg og Shima Niavarani

## Medvirkende
- Saga Becker som Sebastian / Ellie
- Iggy Malmborg som Andreas
- Shima Niavarani som Lea
- Mattias Åhlén som Mattias
- Daniel Nyström som Mattias' bror
- Emil Almén som Mand på bar
- Axel Petersén som Mand på legeplads
- Carl-Michael Edenborg som Tatoveret mand
- Nour El-Refai som Mattias' brors kæreste
- Viktor Friberg som Kollega i frokoststue